# Шапкинское сельское поселение (Ленинградская область)
Ша́пкинское се́льское поселе́ние — муниципальное образование в Тосненском районе Ленинградской области.
Административный центр — посёлок Шапки.

## Географическое положение
Шапкинское сельское поселение расположено на севере Тосненского района.
Граничит:
- на севере и северо-востоке — с Кировским районом Ленинградской области
- на юго-востоке — с Любанским городским поселением
- на западе — с Нурминским сельским поселением

По территории поселения проходят автодороги:
- 41А-003 (Кемполово — Выра — Шапки)
- 41А-004 (Павлово — Мга — Луга)
- 41К-178 (обход пос. Шапки)
- 41К-837 (подъезд к дер. Ерзуново)
- 41К-872 (подъезд к дер. Староселье)

Расстояние от административного центра поселения до районного центра — 22 км.

## История
В августе 1927 года Шапкинский сельсовет бывшей Ульяновской волости Ленинградского уезда вошёл в состав вновь образованного Колпинского района Ленинградского округа Ленинградской области.
19 августа 1930 года после ликвидации Колпинского района сельсовет вошёл в состав Тосненского района.
19 сентября 1939 года к Шапкинскому сельсовету был присоединён упразднённый Эстонский национальный сельсовет.
18 января 1994 года постановлением главы администрации Ленинградской области № 10 «Об изменениях административно-территориального устройства районов Ленинградской области» Шапкинский сельсовет преобразован в Шапкинскую волость.
1 января 2006 года в соответствии с областным законом № 116-оз от 22 декабря 2004 года «Об установлении границ и наделении соответствующим статусом муниципального образования Тосненский муниципальный район и муниципальных образований в его составе» образовано Шапкинское сельское поселение, в его состав вошла часть территории бывшей Шапкинской волости за исключением выделившегося Нурминского сельского поселения.

## Население
| 2006 | 2010 | 2011 | 2012 | 2013 | 2014 | 2015 |
| ---- | ---- | ---- | ---- | ---- | ---- | ---- |
| 500  | ↗521 | →521 | ↗541 | ↗571 | ↗584 | ↗593 |
| 2016 | 2017 | 2018 | 2019 | 2020 | 2021 | 2023 |
| ↘563 | ↘532 | ↘522 | ↘503 | ↘488 | ↗554 | ↗560 |
| 2024 | 2025 |      |      |      |      |      |
| ↘547 | ↗548 |      |      |      |      |      |

## Состав
| № | Населённый пункт | Тип населённого пункта          | Население   |
| - | ---------------- | ------------------------------- | ----------- |
| 1 | Белоголово       | деревня                         | ↘12 (2017)  |
| 2 | Ерзуново         | деревня                         | ↗7 (2017)   |
| 3 | Надино           | деревня                         | ↘19 (2017)  |
| 4 | Сиголово         | деревня                         | ↗27 (2017)  |
| 5 | Староселье       | деревня                         | ↘37 (2017)  |
| 6 | Шапки            | посёлок, административный центр | ↗476 (2017) |